# شادکامی
«شادکامی» (هندی: धमाल) یا رنگ شادی یک فیلم هندی در سبک کمدی است که در سال ۲۰۰۷ منتشر شد.
فیلم‌های شادکامی دو برابر و شادکامی مطلق دنباله این فیلم است.

## موضوع فیلم
چهار کلاهبردار در خانه یک زن صبور زندگی می‌کنند اما زن صبرش تمام شده و آنها را بیرون می‌کند. پس از چند کلاه‌برداری آنها توسط پلیس دستگیر شده و در حومه شهر رها می‌شوند…